# Spitting Image
Spitting Image es un programa de televisión británico, consistente en sketches satíricos protagonizados por marionetas que caricaturizan políticos y otros personajes creado por Peter Fluck, Roger Law y Martin Lambie-Nairn. Emitida por primera vez en 1984, la serie fue producida por Spitting Image Productions para la Televisión Central Independiente sobre 18 series que se emitieron en la red ITV. La serie fue nominada y ganó numerosos premios, incluidos diez premios BAFTA de televisión y dos premios Emmy en 1985 y 1986 en la categoría de artes populares. La serie presenta caricaturas de marionetas.de celebridades y figuras públicas contemporáneas, incluidos los primeros ministros británicos Margaret Thatcher y John Major y otros políticos, Ronald Reagan y la familia real; la serie fue la primera en caricaturizar a la Reina Madre (como una anciana bebedora de ginebra con voz de Beryl Reid).

## Historia
Martin Lambie-Nairn propuso un programa de televisión satírico con títeres de caricatura creados por Peter Fluck y Roger Law. Fluck y Law, que habían asistido a la Escuela de Arte de Cambridge, no tenían experiencia previa en televisión, pero durante varios años habían construido caricaturas de plastilina para ilustrar artículos en la revista The Sunday Times. La idea de la serie fue rechazada por muchos en la industria, quienes pensaron que solo sería adecuada para niños, pero la serie finalmente fue aceptada para su desarrollo y su primera emisión en 1984.
El escritor de comedia y editor de National Lampoon, Tony Hendra, fue contratado como escritor; Fluck y Law lo conocieron mientras trabajaban en Estados Unidos. Hendra trajo a John Lloyd, productor de Not The Nine O'Clock News. A ellos se unió Jon Blair, productor de documentales. Luego contrataron a la titiritera Louise Gold. El desarrollo fue financiado por Clive Sinclair.
Las marionetas, basadas en figuras públicas, fueron diseñadas por Fluck y Law, asistidas por caricaturistas que incluían a David Stoten, Pablo Bach, Steve Bendelack y Tim Watts. Los episodios incluyeron parodias musicales de Philip Pope (exmiembro de Who Dares Wins y The Hee Bee Gee Bees) y más tarde de Steve Brown.
El primer episodio de Spitting Image, se emitió con una pista de risa, aparentemente ante la insistencia de la Televisión Central. Este episodio se mostró a una audiencia de vista previa antes de la transmisión. En los primeros años del programa, Spitting Image fue filmado y basado en la zona empresarial de London Docklands en los Limehouse Studios, donde los guionistas se reunían y se fabricaban títeres. Impresionista Steve Nallon recuerda que "pudieron salirse con la suya sin salud ni seguridad, por lo que toda la construcción de los títeres con todos los desechos tóxicos de la espuma fue solo en un almacén. No había extractores; era bastante dickensiano". En series posteriores, Spitting Image se grabó en los estudios de Central en Nottingham y las adiciones de último momento se grabaron en los estudios Limehouse en Canary Wharf , Londres.
En septiembre de 2019 se anunció el regreso del programa, cuya nueva temporada fue estrenada el 3 de octubre de 2020 en BritBox.

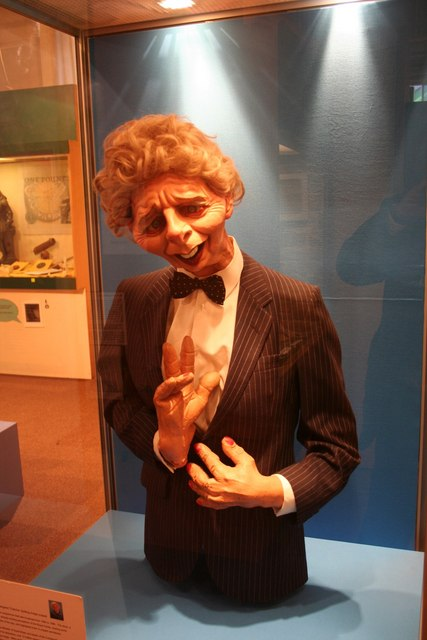
La marioneta de Margaret Thatcher, una de las más empleadas en las parodias, hoy se expone en el Museo Grantham.

## Últimos años
Los escritores Mark Burton, John O'Farrell, Pete Sinclair, Stuart Silver y Ray Harris abandonaron el programa en 1993 y en 1995, y con las cifras de audiencia en declive, la producción se canceló. La última serie se planeó inicialmente para emitirse en el otoño de 1995, pero posteriormente se emitió en enero y febrero de 1996, con el episodio final con "The Last Prophecies of Spitting Image". Unos años más tarde, la mayoría de las marionetas se vendieron en una subasta organizada por Sotheby's, incluida una marioneta de Osama bin Laden que nunca se usó en la serie.
Durante 2004, la idea de que la serie regresara comenzó a aparecer después de que John Lloyd sostuvo conversaciones con ejecutivos de ITV sobre el regreso del programa. John Lloyd también sostuvo conversaciones con varias personas que trabajaron anteriormente con los títeres de Spitting Image, incluidos John Sessions, Harry Enfield y Rory Bremner, y todos respondieron positivamente.
Lloyd comentó: "Hay un enorme entusiasmo por parte de ITV para hacerlo. Solo estamos tratando de averiguar cómo sería asequible. El presupuesto está a punto de irse a ITV", dijo. "Todo el mundo parece tener un afecto residual por Spitting Image. Puede ser irregular y desigual, pero es como un periódico. No esperas que sea brillante todo el tiempo, pero hay algo delicioso en cada edición", dijo Lloyd.
A principios de 2006, ITV estaba produciendo un documental celebrando la serie y, si las cifras de audiencia eran buenas, podría haberse producido una serie completa. El 25 de junio de 2006, ITV transmitió Best Ever Spitting Image, como un especial único de Spitting Image que echó una mirada nostálgica a los aspectos más destacados del programa. Este especial en realidad impidió a ITV resucitar directamente la famosa sátira como lo habían planeado, porque presentaba nuevas marionetas de Ant y Dec , un movimiento que iba en contra de los deseos de Roger Law, propietario de los derechos de la marca Spitting Image.
Spitting Image, como principal programa satírico de ITV, fue sucedido por 2DTV, un formato de dibujos animados que tuvo cinco series entre 2001 y 2004. En 2008, ITV creó una versión CGI para caricaturizar y satirizar al famoso, llamado Headcases, pero solo se emitió para una serie. Los títeres satíricos finalmente regresaron a ITV en 2015, en Newzoids.

## Fechas de transmisión
Todos los episodios y especiales se transmitieron los domingos, generalmente a las 10 p. m.. El programa también se transmitió en el extranjero. Se emitió en la televisión canadiense CBC los domingos por la noche a fines de la década de 1980. La cadena estadounidense NBC emitió varios especiales en horario estelar en el mismo período. La emisora pública austriaca ORF transmitió Spitting Image en inglés con subtítulos en alemán los viernes por la noche en intervalos de aproximadamente cuatro semanas a fines de la década de 1980 y principios de la de 1990, presentándolo al mundo de habla alemana (donde la programación extranjera generalmente se dobla al alemán). Spitting Image también se mostró brevemente en Francia en el canal de televisión privado M6 en inglés con subtítulos en francés. El programa también se emitió en Nueva Zelanda por TVNZ en la década de 1980.
| Serie        | Año  | Fechas                            | N.º de episodios | Horario |
| ------------ | ---- | --------------------------------- | ---------------- | ------- |
| Temporada 1  | 1984 | 26 de febrero - 17 de junio       | 12 episodios     | 22 h    |
| Temporada 2  | 1985 | 6 de enero - 24 de marzo          | 11 episodios     | 22 h    |
| Temporada 3  | 1986 | 6 de enero - 2 de noviembre       | 17 episodios     | 22 h    |
| Temporada 4  | 1987 | 1 de noviembre - 6 de diciembre   | 6 episodios      | 22 h    |
| Temporada 5  | 1988 | 6 de noviembre - 11 de diciembre  | 6 episodios      | 22 h    |
| Temporada 6  | 1989 | 11 de junio - 9 de julio          | 5 episodios      | 21:30 h |
| Temporada 7  | 1989 | 12 de noviembre - 17 de diciembre | 6 episodios      | 22:05 h |
| Temporada 8  | 1990 | 13 de mayo - 24 de junio          | 6 episodios      | 22:05 h |
| Temporada 9  | 1990 | 11 de noviembre - 16 de diciembre | 6 episodios      | 22:05 h |
| Temporada 10 | 1991 | 14 de abril - 19 de mayo          | 6 episodios      | 22:05 h |
| Temporada 11 | 1991 | 10 de noviembre - 15 de diciembre | 6 episodios      | 22:05 h |
| Temporada 12 | 1992 | 12 de abril - 17 de mayo          | 6 episodios      | 22:05 h |
| Temporada 13 | 1992 | 4 de octubre - 8 de noviembre     | 6 episodios      | 22:05 h |
| Temporada 14 | 1993 | 16 de mayo - 20 de junio          | 6 episodios      | 22:45 h |
| Temporada 15 | 1993 | 7 de noviembre - 12 de diciembre  | 6 episodios      | 22:00 h |
| Temporada 16 | 1994 | 1 de mayo - 5 de junio            | 6 episodios      | 22:00 h |
| Temporada 17 | 1994 | 6 de noviembre - 18 de diciembre  | 7 episodios      | 22:00 h |
| Temporada 18 | 1996 | 14 de enero - 18 de febrero       | 6 episodios      | 23:15 h |